# Linzer Singakademie
Die Linzer Singakademie ist ein österreichischer, gemischter Chor.

## Gründung und Entwicklung
Der Chor wurde im Jahr 1845 vom damaligen Linzer Bürgermeister  Ignaz Figuly von Szep als Männergesangverein gegründet. Ab 1849 nannte sich der Chor “Liedertafel Frohsinn”, woraufhin auch Frauen dem Chor beitraten. Im Jahr 1909 erfolgte die Namensgebung “Sängerbund Frohsinn” durch den Zusammenschluss mit dem Chor “Sängerbund”, eine von Alois Weinwurm im Jahr 1857 gegründete Singvereinigung. Die jetzige Namensgebung erfolgte im Jahr 1960. Das Repertoire des Chors besteht aus Oratorien und zeitgenössischen Werken. Seinen Sitz und sein Probenlokal hat er im Chorhaus Frohsinn in Linz (Pfarrplatz 10).
Am 30. November  2005 führte der Chor anlässlich des 160-jährigen Bestandes im Brucknerhaus gemeinsam mit dem Wartberger Chor „pro musica“ das Oratorium „Der Messias“ von Händel in der englischen Originalfassung auf.
Das bekannteste Mitglied war der in Linz als Dom- und Stadtpfarrorganist tätige Anton Bruckner. Bruckner war von 1856 bis 1868 in verschiedenen Funktionen bei den Vorläufern dieses Chores aktiv, zunächst auch als Chorist (Tenor), danach u. a. als Chormeister der Liedertafel Frohsinn.
In den Jahren von 1970 bis Ende 2011 war Johannes Wetzler Chormeister, dann Eduard Matscheko. Sein Nachfolger ist seit 1. Jänner 2015 Alexander Koller.
Zu den Chören im Chorhaus Frohsinn gehören neben der Singakademie auch der Hard-Chor Linz (gegründet 2007) und der Hard-Chor TNG (The Next Generation). Obwohl diese eigenständige Chöre sind, verstehen sie sich alle in der Tradition der Liedertafel bzw. des Sängerbundes Frohsinn stehend. Demzufolge sind Schwerpunkte ihres chorischen Singens sowohl Anton Bruckner als auch – wie zu dessen Zeiten üblich – zeitgenössische Werke. Leiter aller drei Chöre ist Alexander Koller.
Im Chorhaus Frohsinn werden zahlreiche Erinnerungsstücke an die Anfangszeiten im 19. Jahrhundert (Fahnen und -bänder, Medaillen, Trinkkrüge und Pokale, Zeichnungen und Gemälde) aufbewahrt.

## Diskografie
- Live Recording in der Linzer Minoritenkirche, G. Rossini und Messa di Gloria; Universitätsorchester Linz & Linzer Singakademie, 1991